# Ton Oster
A. (Ton) Oster (ca. 1938) is een Nederlands politicus van de VVD.
Voor hij de politiek in ging had hij tal van functies in het bedrijfsleven. Hij was directeur bij Aegon Verzekeringen voor hij in 1998 wethouder/locoburgemeester in Capelle aan den IJssel werd met in zijn portefeuille onder andere stadsontwikkeling en economische zaken. In 2001 werd hij daarnaast voorzitter van het Nationaal Instituut voor Budgetvoorlichting (NIBUD) wat hij tot januari 2014 zou blijven. In 1996 was hij al lid geworden van het NIBUD als vertegenwoordiger van het Verbond van Verzekeraars. In april 2002 kwam een einde aan zijn wethouderschap en een maand later werd hij waarnemend burgemeester van Strijen, wat hij tot 2006 zou blijven.